# Гасанова Ельвіра Ейваз кизи
Ельвіра Ейваз кизи Дамірова (азерб. Elvira Eivaz qızı Dəmirova, більш відома як Ельвіра Гасанова (нар. 27 грудня 1991, Донецьк) — українська дизайнерка, модельєрка та власниця бренду GASANOVA та Damirli.

## Життєпис
Народилася 27 грудня 1991 року у Донецьку. Закінчила Донецький національний медичний університет, де опанувала професію стоматолога і працювала за спеціальністю до початку модної кар’єри.
У 2013 році заснувала бренд GASANOVA. Щорічно показ її нової колекції відбувається в межах Ukrainian Fashion Week. У 2021 році відбувся цифровий показ колекції бренду на New York Fashion Week. Одяг Ельвіри Гасанової носили сімейство Кардаш'ян-Дженнер, Періс Хілтон, Джіджі Хадід, Меган Трейнор, Ріта Ора та інші знаменитості. Однією з найголовніших прихильниць українського бренду GASANOVA є перша леді України Олена Зеленська.
У 2021 році Ельвіра Гасанова заснувала чоловічий бренд одягу Damirli. Серед шанувальників бренду — президент України Володимир Зеленський, він використовує колекцію світшотів, футболок і поло Damirli, часто — з таємними посланнями світу. Так, наприклад, Зеленський прийшов на зустріч із прем'єром Естонії у світшоті Damirli, на якому були вишиті географічні координати центру України відповідно до кордонів 1991 року. Також Гасанова одягає боксера Олександра Усика на заходи перед боями, а вишиванки Damirli є в експрем'єра Великої Британії Бориса Джонсона.

## Особисте життя
Одружена з Ехтірамом Даміровим, має доньку Айлин (нар. 2021 року).

## Визнання
На думку «Української правди», «головна дизайнерка та засновниця бренду Ельвіра Гасанова більше асоціюється з костюмами, які Олена Зеленська обирає для зустрічі з принцесою Вельською Кейт Міддлтон та першою леді США Джилл Байден».